# Learning to Crawl
Albums de The Pretenders
Pretenders II
(1981) Get Close
(1986)
Singles
1. Back on the Chain Gang / My City Was Gone
Sortie : Octobre 1982
2. 2000 Miles
Sortie : Novembre 1983
3. Middle of the Road
Sortie : Novembre 1983 (États-Unis)
Février 1984 (Royaume-Uni)
4. Show Me
Sortie : Mars 1984 (Royaume-Uni)
5. Thin Line Between Love and Hate
Sortie : Mai 1984

Learning to Crawl est le troisième album studio des Pretenders sorti en janvier 1984.
Quand cet album paraît, deux ans et demi après Pretenders II, il s'est produit des changements au sein de la formation. Après l'éviction du bassiste Pete Farndon (en) et la mort du guitariste James Honeyman-Scott (en) à deux jours d'intervalle en 1982, le groupe est en reconstruction.
Chrissie Hynde et Martin Chambers recrutent dans un premier temps Billy Bremner, ex guitariste de Rockpile, et Tony Butler, le bassiste de Big Country. Ensemble, ils enregistrent les titres Back on the Chain Gang et My City Was Gone qui sortent sur un single en octobre 1982. Ces deux morceaux sont ensuite inclus dans l'album.
En 1983, alors que le groupe entre en studio, Andrew Bodnar, musicien accompagnant Graham Parker, remplace Tony Butler tandis que Paul Carrack s'installe au piano, le temps d'enregistrer la chanson Thin Line Between Love and Hate, une reprise des Persuaders.
Finalement, Robbie McIntosh (guitare) et Malcolm Foster (basse) intègrent officiellement les Pretenders, et c'est le quatuor Hynde-Chambers-McIntosh-Foster qui termine l'album.
En 2007, l'album est réédité avec des titres bonus.
En 2015, une édition limitée propose d'autres bonus et un DVD. 

## Liste des titres
Toutes les chansons sont écrites et composées par Chrissie Hynde, sauf mention contraire.
| No  | Titre                           | Auteur                                                    | Durée |
| --- | ------------------------------- | --------------------------------------------------------- | ----- |
| 1.  | Middle of the Road              |                                                           | 4:08  |
| 2.  | Back on the Chain Gang          |                                                           | 3:44  |
| 3.  | Time the Avenger                |                                                           | 4:47  |
| 4.  | Watching the Clothes            |                                                           | 2:46  |
| 5.  | Show Me                         |                                                           | 4:00  |
| 6.  | Thumbelina                      |                                                           | 3:12  |
| 7.  | Sans titre                      |                                                           | 5:14  |
| 8.  | Thin Line Between Love and Hate | - Richard Poindexter - Robert Poindexter - Jackie Members | 3:33  |
| 9.  | I Hurt You                      |                                                           | 4:27  |
| 10. | 2000 Miles                      |                                                           | 3:30  |

| 11. | Fast or Slow (The Law's the Law) (Face B du single 2000 Miles) | Martin Chambers                    | 3:15 |
| 12. | Tequila                                                        |                                    | 3:35 |
| 13. | I Hurt You (Denmark Street demo, août 1982)                    |                                    | 4:06 |
| 14. | When I Change My Life (Denmark Street demo, août 1982)         |                                    | 4:43 |
| 15. | Ramblin' Rob (Denmark Street demo, août 1982)                  | Robbie McIntosh                    | 3:32 |
| 16. | My City Was Gone (Live)                                        |                                    | 4:53 |
| 17. | Money (That's What I Want) (Live at US Festival, Mai 1983)     | - Berry Gordy Jr. - Janie Bradford | 4:39 |

| 1.  | Fast or Slow (The Law's the Law)       | Chambers               | 3:11 |
| 2.  | Money (That's What I Want) (Live)      | - Gordy Jr. - Bradford | 4:36 |
| 3.  | Time the Avenger (Live)                |                        | 4:22 |
| 4.  | Bad Boys Get Spanked (Live)            |                        | 3:10 |
| 5.  | My City Was Gone (Live)                |                        | 4:40 |
| 6.  | Tequila                                |                        | 3:33 |
| 7.  | I Hurt You (Demo août 1982)            |                        | 4:05 |
| 8.  | When I Change My Life (Demo août 1982) |                        | 4:42 |
| 9.  | Ramblin' Rob (Demo août 1982)          | McIntosh               | 3:31 |
| 10. | Watching the Clothes (Demo août 1982)  |                        | 2:50 |

| 1. | Back on the Chain Gang (clip vidéo)                                   |  |
| 2. | 2000 Miles (clip vidéo)                                               |  |
| 3. | Middle of the Road (clip vidéo)                                       |  |
| 4. | Show Me (clip vidéo)                                                  |  |
| 5. | Thin Line Between Love and Hate (clip vidéo)                          |  |
| 6. | 2000 Miles (Répétitions et interview - Breakfast Time, décembre 1983) |  |
| 7. | 2000 Miles (Top of the Pops, décembre 1983)                           |  |

## Personnel

### Musiciens
- Chrissie Hynde : chant, guitare rythmique, harmonica
- Robbie McIntosh : guitare, chœurs
- Malcolm Foster (en) : basse, chœurs
- Martin Chambers (en) : batterie, percussions, chœurs, chant sur Fast or Slow (The Law's The Law)

### Musiciens additionnels
- Billy Bremner (en) : guitare sur Back on the Chain Gang et My City Was Gone, guitare rythmique et chœurs sur Thin Line Between Love and Hate, guitare acoustique sur Fast or Slow (The Law's the Law)
- Tony Butler : basse sur Back on the Chain Gang et My City Was Gone
- Andrew Bodnar (en) : basse et chœurs sur Thin Line Between Love and Hate, basse sur Fast or Slow (The Law's the Law)
- Paul Carrack : piano et chœurs sur Thin Line Between Love and Hate
- Chris Thomas : claviers sur Money (That's What I Want) live

## Classements et certifications
| Classement (1984)              | Meilleure place |
| ------------------------------ | --------------- |
| Allemagne (Media Control AG)   | 38              |
| Australie (ARIA)               | 18              |
| Canada (Canadian Albums Chart) | 4               |
| États-Unis (Billboard 200)     | 5               |
| France (SNEP)                  | 15              |
| Norvège (VG-lista)             | 18              |
| Nouvelle-Zélande (RIANZ)       | 19              |
| Pays-Bas (Mega Album Top 100)  | 11              |
| Royaume-Uni (UK Albums Chart)  | 11              |
| Suède (Sverigetopplistan)      | 3               |
| Suisse (Schweizer Hitparade)   | 30              |

| Pays        | Certfications |
| ----------- | ------------- |
| États-Unis  | Platine       |
| Royaume-Uni | Or            |